# Katasterbezirk
Als Katasterbezirk oder Grundbuchbezirk wird in Deutschland eine zusammenhängende Gruppe von Flurstücken bezeichnet, die einer Gemarkung zugeordnet sind.  Katasterbezirke und Gemarkungen sind grundsätzlich deckungsgleich. Im Allgemeinen wird der Katasterbezirk zur Nummerierung der Flurstücke in Fluren unterteilt. Eine oder mehrere Gemarkungen decken sich mit dem Gebiet einer Gemeinde. Die Gemarkung wird durch einen Namen bezeichnet, wobei als Name gewöhnlich der Name der Gemeinde, eines Orts- oder Gemeindeteils verwendet wird. Das Wort kommt von Kataster.
In Österreich entspricht die Katastralgemeinde (im grundbuchrechtlichen Sinne) dem Katasterbezirk.